# Novozibkov
Novozibkov (cirill betűkkel Новозы́бков) történelmi város Oroszországban a Brjanszki területen, a Novozibkovi járás székhelye. Népessége 40 553 fő volt 2010-ben, 44 854 fő volt 1989-ben.
A várost 1701-ben alapították, a városi rangot 1809-ben kapta meg a település. Novozibkov a 18. és a 19. században kendertermesztő terület volt. Az Orosz Haditengerészetnek köteleket készítettek. A krími háború után a kereslet a kender iránt csökkent. A második világháború alatt, 1941 nyarától 1943 őszéig idegen fennhatóság alá tartozott.

A csernobili térség sugárszennyezettségi térképe 1996-ból

A csernobili katasztrófa során 1986. április 26-tól a területet és szomszédos területet is radioaktív anyag szennyezte be. Napjainkban ez a két terület maradt szennyezett Oroszországban. A terület nem alkalmas rá, hogy emberek lakják (40 curie sugárzás km²-enként).

## Képek

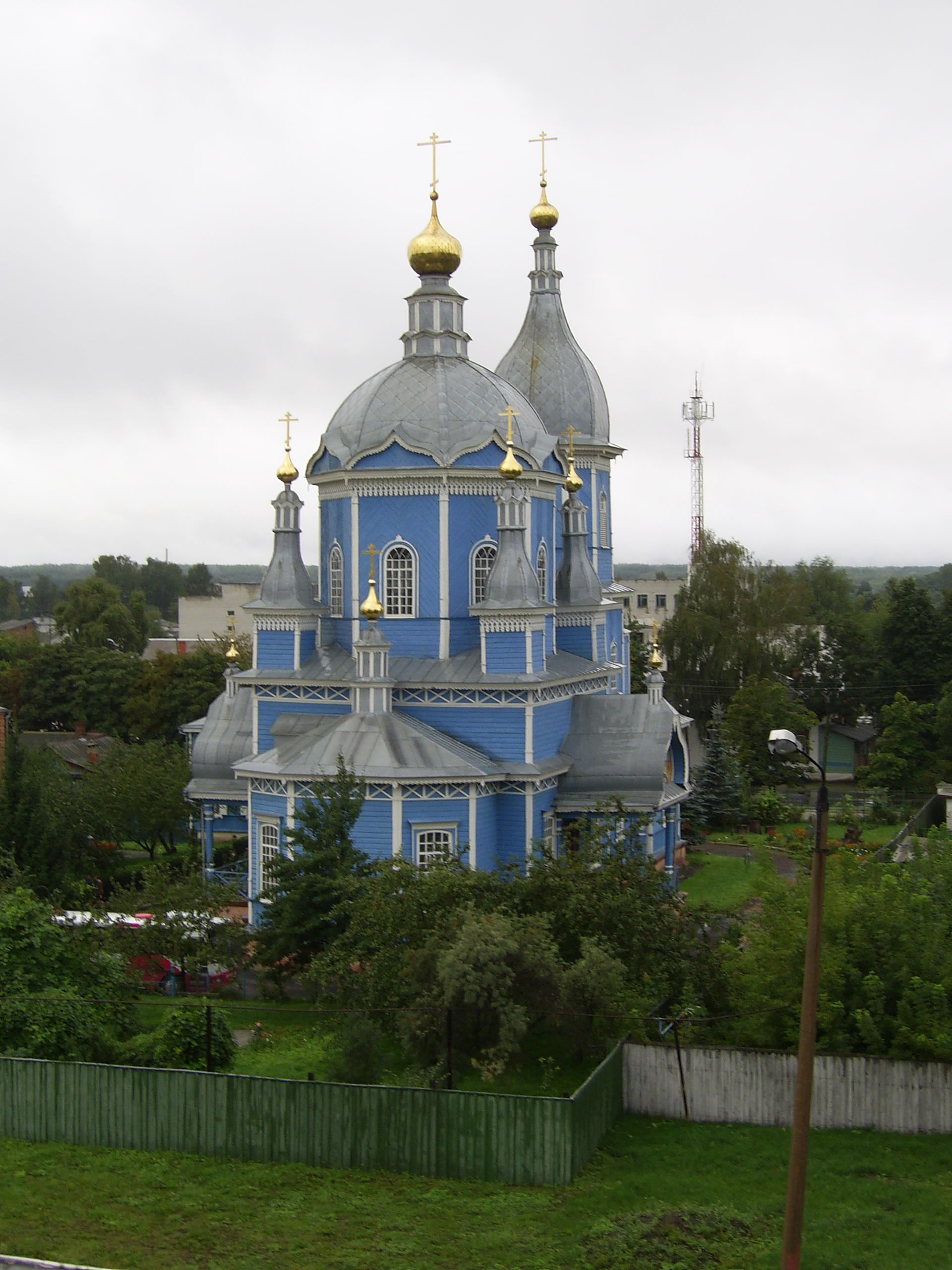
Jézus színeváltozása-templom
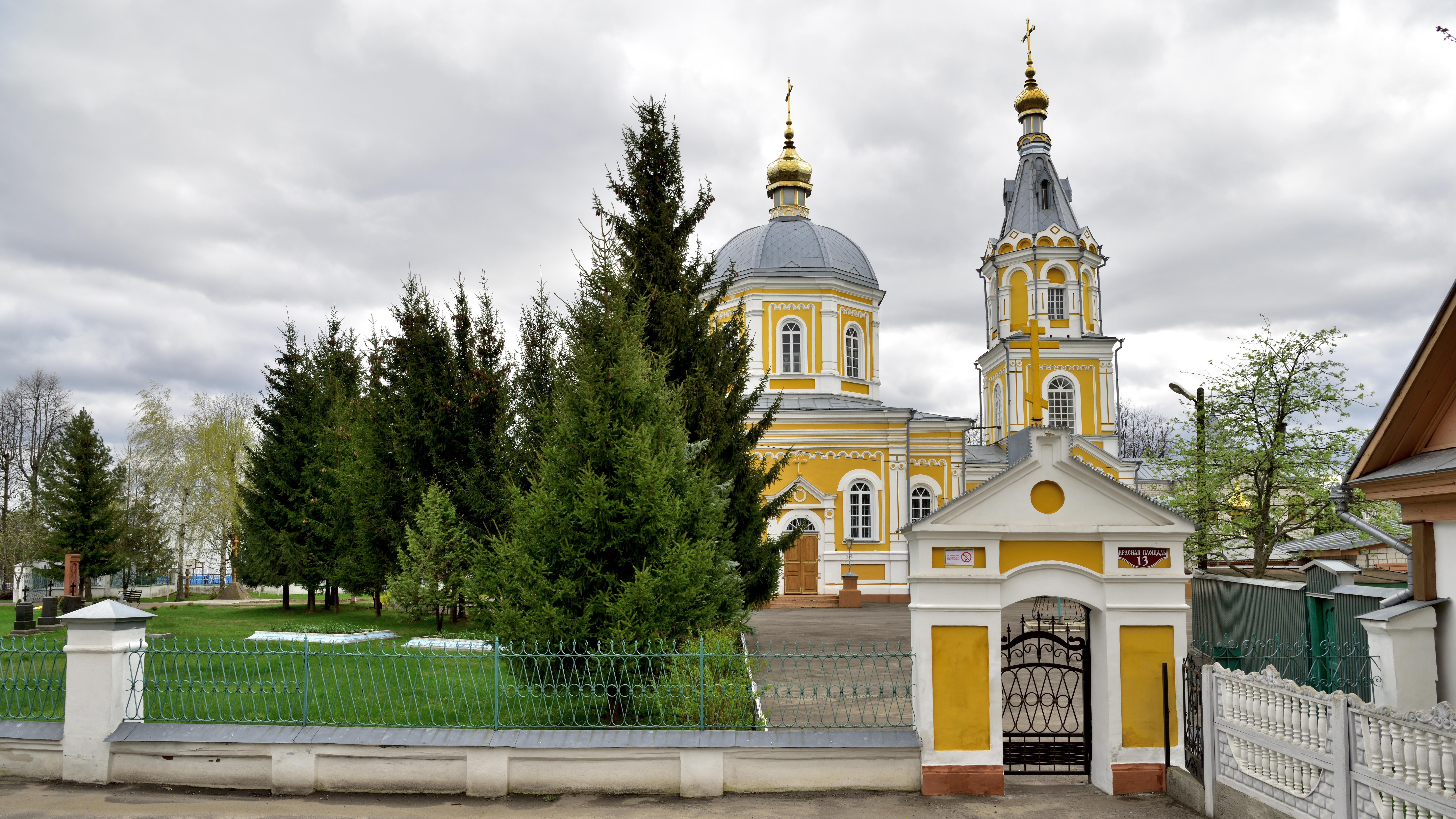
Szent Mihály arkangyal csodája-templom
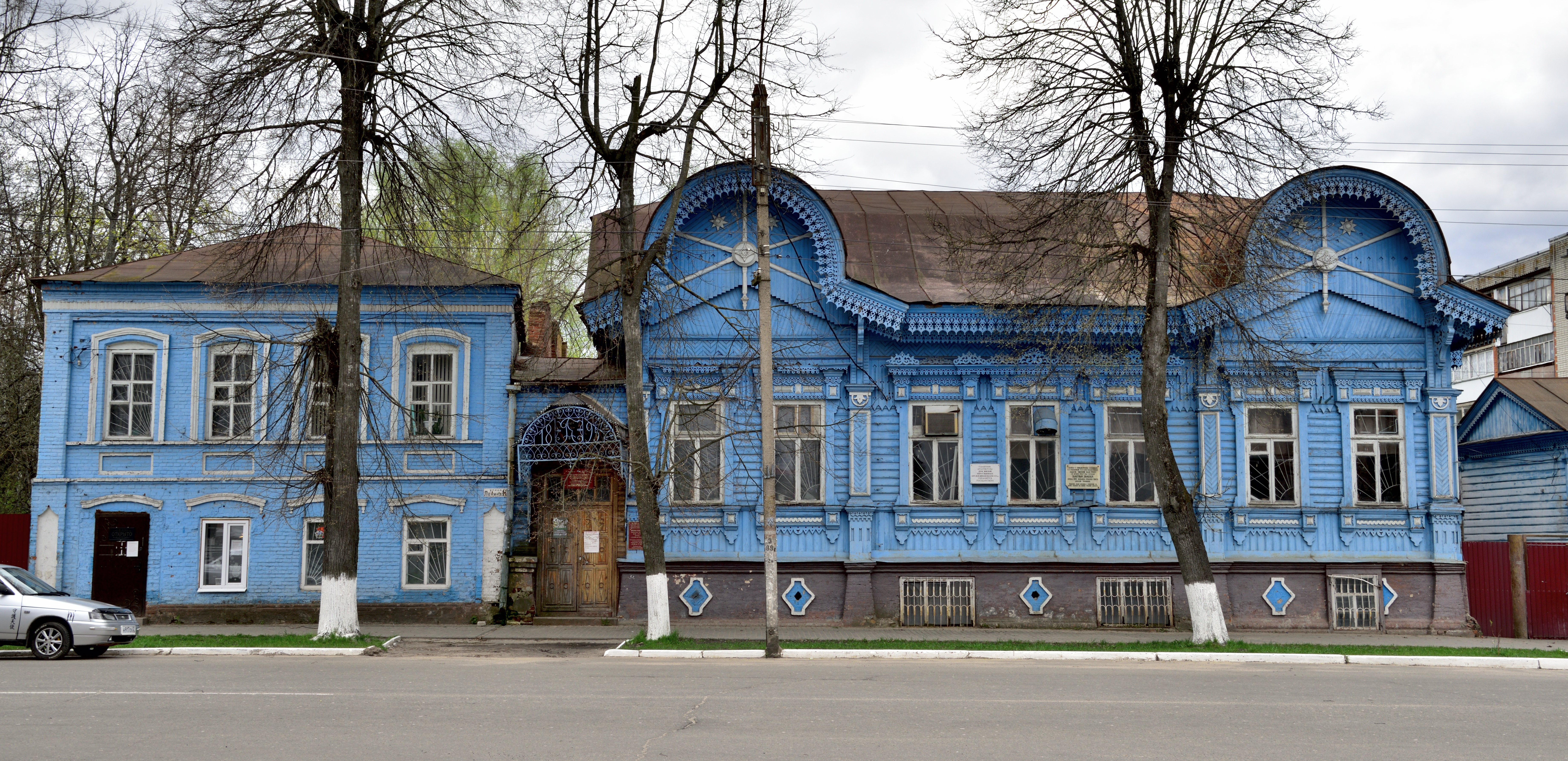
Abroszimovij-ház
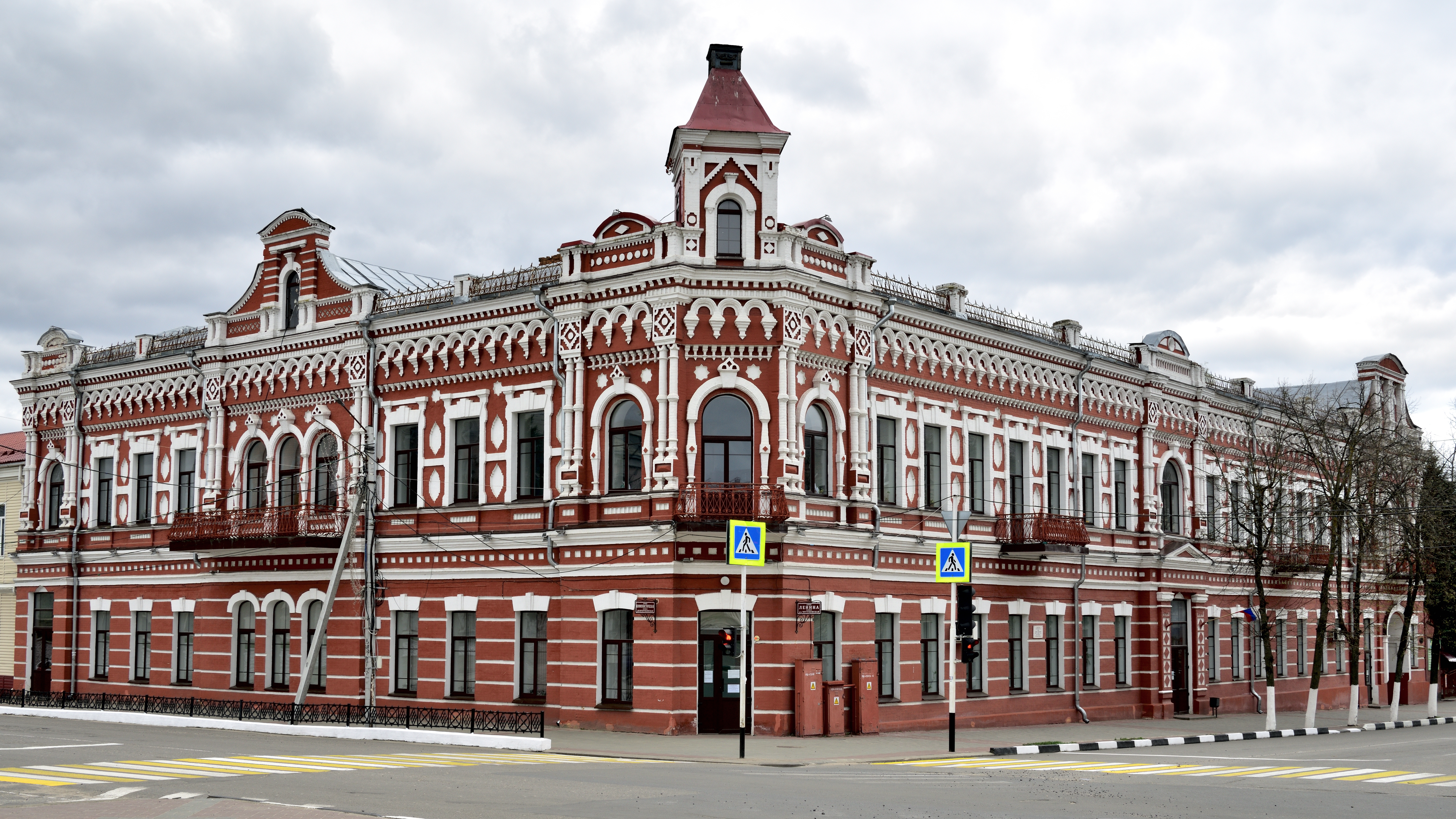
Pevszner kereskedő háza
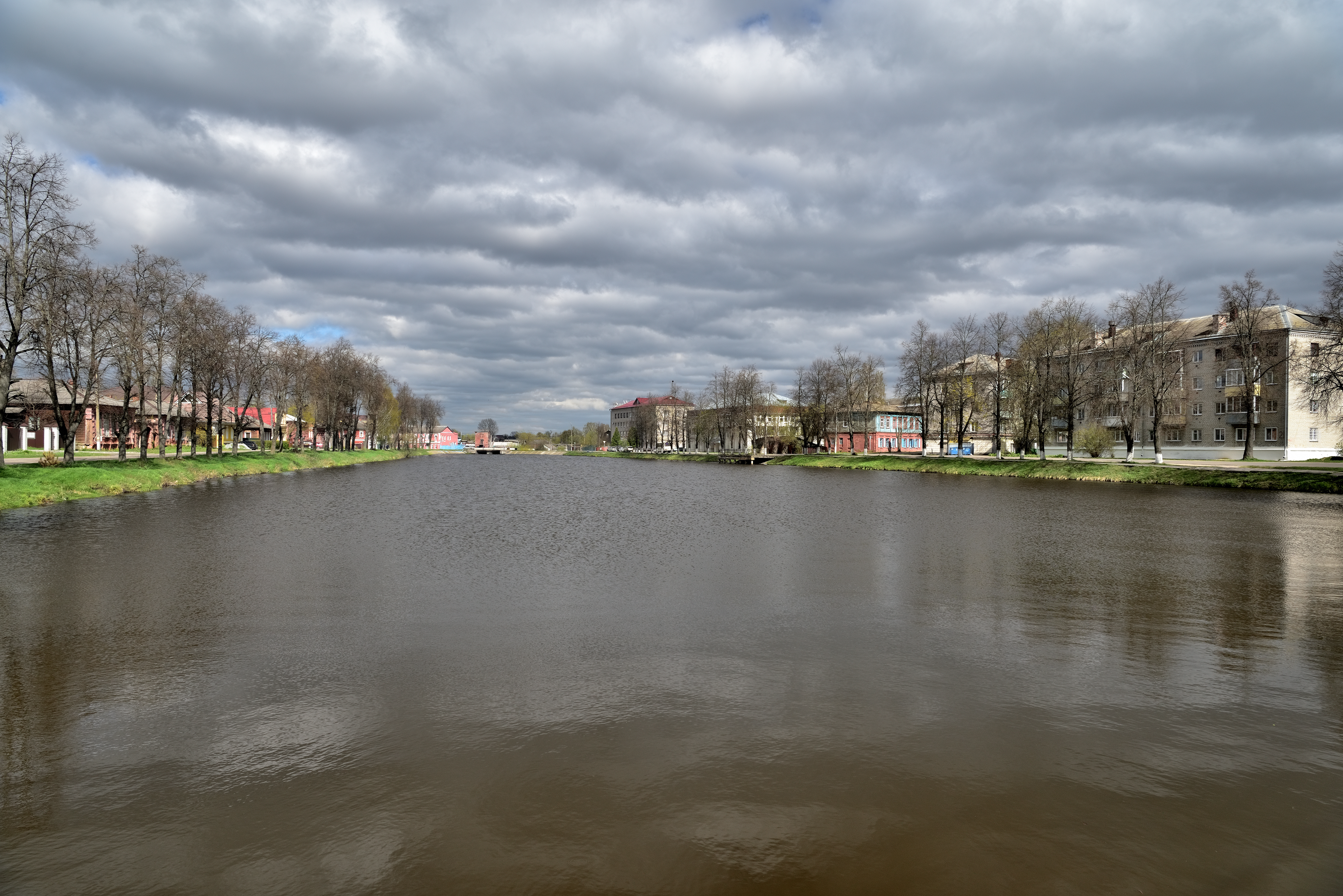
A Zibkoje- és a Karna-tavak tavasszal

## Külső hivatkozások
- Novozibkov weboldala
- Novozibkov városról weboldal